# James Arthur (mathématicien)
Pour les articles homonymes, voir James Arthur (homonymie) et Arthur.
James Greig Arthur est un mathématicien canadien né le 18 mai 1944. Il a présidé la Société mathématique américaine et il travaille depuis 1978 au département de mathématiques de l'Université de Toronto.

## Biographie
Né à Hamilton (Ontario), Arthur reçoit son Bachelor of Science de l'Université de Toronto en 1966, et son Master of Science auprès de la même institution en 1967. Il reçoit son Doctorat à l'Université Yale en 1970 avec une thèse sur Analysis of Tempered Distributions on Semisimple Lie Groups of Real Rank One. Arthur enseigne à Yale de 1970 à 1976. Il rejoint la faculté de l'Université Duke en 1976. Il est professeur à l'Université de Toronto depuis 1978. Il a été à quatre reprises titulaire d'une bourse d'études à l'Institute for Advanced Study de 1976 à 2002.
Disciple de Robert Langlands, il est connu pour la formule des traces d'Arthur-Selberg (en), qui généralise la formule des traces de Selberg du cas de rang-un (due à Selberg lui-même) vers le cas général des groupes réductifs, un des plus importants outils de recherche du Programme de Langlands. Il a également introduit les conjectures d'Arthur.

## Prix et récompenses
En 1975 et 1977 il est lauréat d'une bourse Sloan et en 2000 d'une bourse de recherche Guggenheim.
En 1992 il est élu Fellow de la Royal Society  après l'avoir été en 1980 de la Société royale du Canada. 
En 2002 il est fait docteur honoris causa de l'université d'Ottawa. En 1998 il est titulaire de la Chaire André Aisenstadt du CRM à l'Université de Montréal, en 2001 il est responsable des Conférences Whittmore à l'université Yale et en 1993 il occupe la chaire Jeffrey-Williams de la Société mathématique du Canada.
Il est élu membre honoraire étranger de l'Académie américaine des arts et des sciences en 2003.
En 2012 il devient fellow de la Société mathématique américaine.
En 2014 il est élu membre étranger de l'Académie nationale des sciences des États-Unis.
- prix Steacie (1982)
- Prix John L. Synge (1987)
- Prix Jeffery-Williams (1993)
- prix CRM-Fields-PIMS (1997)
- Médaille Henry Marshall Tory(1997)
- Médaille d'or Gerhard-Herzberg en sciences et en génie du Canada (1999)
- Prix Wolf de mathématiques (2015)[7]
- Prix Leroy P. Steele pour l'« ensemble d'une carrière » (2017) [8]

En 1998 il est conférencier invité au Congrès international des mathématiciens à Berlin avec pour sujet Towards a stable trace formula après celui de 1983 à Varsovie avec The trace formula for noncompact quotient. 
Il donne une conférence plénière au Congrès international des mathématiciens à Séoul en 2014, sur L-functions and automorphic representations.
En 1999 il reçoit le Prix d'Excellence de la Faculté (Faculty Award of Excellence) de l'Université de Toronto.
En 2003 il reçoit le prix G. de B. Robinson et il donne une conférence sur A note on the automorphic Langlands group. 